# Úrvalsdeild Karla 1958
La Úrvalsdeild Karla 1958 fue la 47.ª edición del campeonato de fútbol islandés. El campeón fue el ÍA. ÍBH descendió a la 1. deild karla.

## Tabla de posiciones
|   | Equipo          | PJ | PG | PE | PP | GF | GC | Dif | Pts |
| - | --------------- | -- | -- | -- | -- | -- | -- | --- | --- |
| 1 | ÍA              | 5  | 4  | 1  | 0  | 23 | 9  | +14 | 9   |
| 2 | Valur Reykjavik | 5  | 3  | 2  | 0  | 12 | 1  | +11 | 8   |
| 3 | KR Reykjavik    | 5  | 3  | 0  | 2  | 10 | 12 | -2  | 6   |
| 4 | Keflavík        | 5  | 0  | 3  | 2  | 6  | 11 | -5  | 3   |
| 5 | Fram Reykjavik  | 5  | 0  | 2  | 3  | 8  | 12 | -4  | 2   |
| 6 | ÍBH             | 5  | 0  | 2  | 3  | 7  | 19 | -12 | 2   |